# Lux

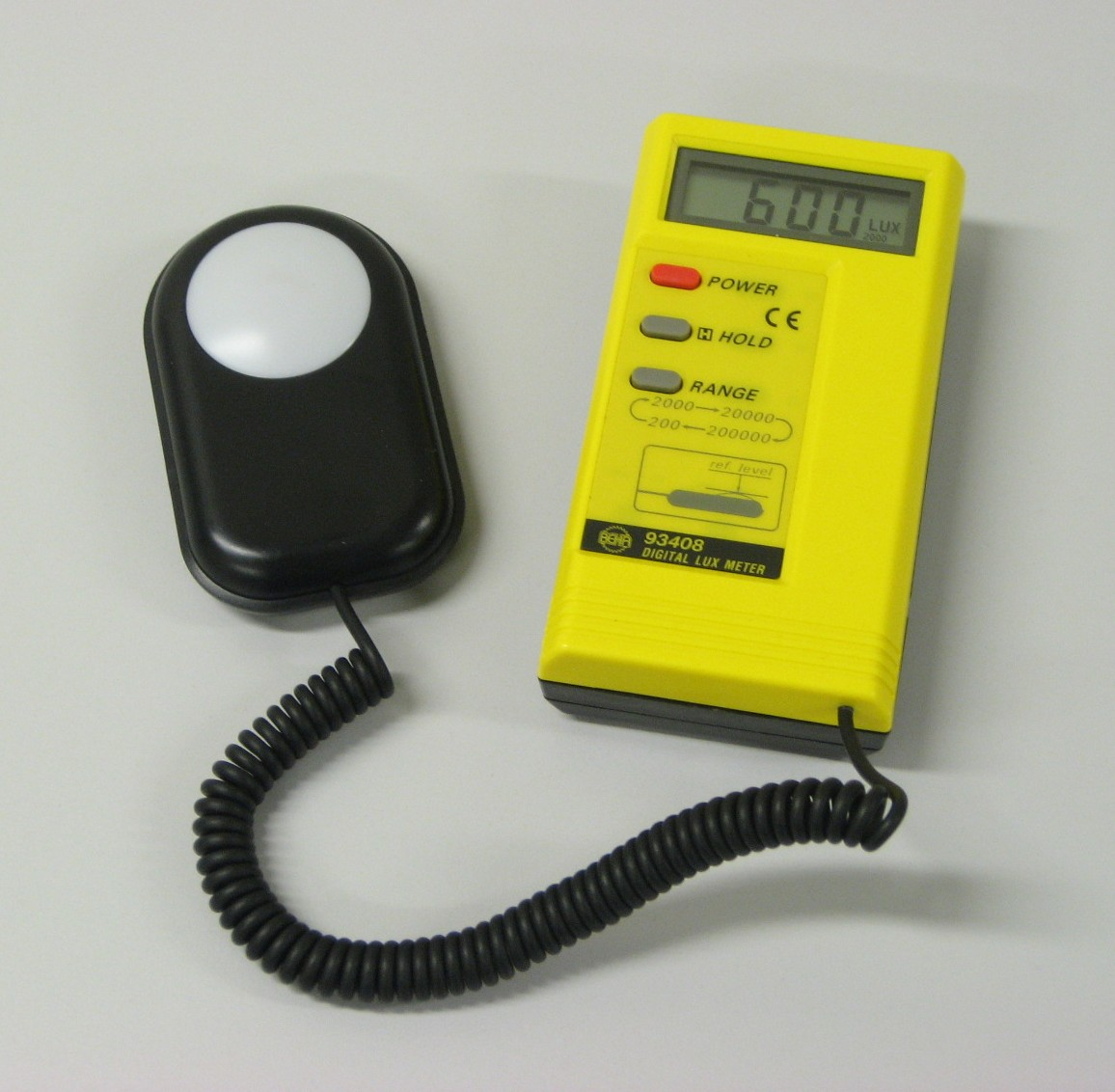
Munkahelyi megvilágítás mérésére alkalmas lux-mérő

A lux (jele: lx) fotometriai mennyiség, a megvilágítás SI-mértékegysége: egy lux azonos a négyzetméterenkénti egy lumen fényárammal. A fotometriában a felületről visszaverődött és a szembe jutó fény intenzitásának mérésére használják. Analóg a radiometriai besugárzott felületi teljesítménnyel (W/m²); de az egyes hullámhosszakat az emberi szem érzékenysége alapján súlyozva veszi figyelembe.

## Definíciója
A megvilágítás az adott területre eső fényáram mértékegysége. A fényáram (mértékegysége lumen) elképzelhető úgy, mint a jelen lévő látható fény összege; a megvilágítás pedig, mint az adott területre eső fényáram intenzitása. Egy lux az a megvilágítás, amelyet 1 lumen fényáram 1 négyzetméteren létrehoz:
{\displaystyle \mathrm {1\ lx\ =\ {\frac {1\ lm}{1\ m^{2}}}\ =\ {\frac {1\ cd\ \cdot \ sr}{1\ m^{2}}}} }
Egy adott mennyiségű fény nagyobb területen elosztva halványabban fogja azt megvilágítani, azaz a megvilágítás mértéke fordítottan arányos a terület nagyságával.
| Példák             | Példák                                               |
| ------------------ | ---------------------------------------------------- |
| Megvilágítás       | Megvilágított felület:                               |
| 10−4 lux           | Holdtalan, borús éjszakai égbolt (csillagfény)       |
| 0,002 lux          | Holdtalan, tiszta éjszakai égbolt (airglow)          |
| 0,27–1,0 lux       | Telihold egy tiszta éjszakán                         |
| 3 lux              | A színérzékelés határa                               |
| 3,4 lux            | Polgári szürkület kezdete tiszta égbolt esetén       |
| 50 lux             | Család nappalijának megvilágítása (Ausztrália, 1998) |
| 80 lux             | Irodaépület folyosójának/mosdójának világítása       |
| 100 lux            | Nagyon sötét, beborult nappali égbolt                |
| 320–500 lux        | Irodai megvilágítás                                  |
| 400 lux            | Napfelkelte, vagy napnyugta tiszta időben            |
| 1000 lux           | Borult égbolt; tipikus TV stúdió megvilágítása       |
| 10 000–25 000 lux  | Teljes napsütés (nem közvetlen)                      |
| 32 000–130 000 lux | Közvetlen napfény                                    |

## Fordítás
Ez a szócikk részben vagy egészben  a   lux című angol Wikipédia-szócikk fordításán alapul.  Az eredeti cikk szerkesztőit annak laptörténete sorolja fel. Ez a jelzés csupán a megfogalmazás eredetét és a szerzői jogokat jelzi, nem szolgál a cikkben szereplő információk forrásmegjelöléseként.